# Sette notti in Arena
Sette notti in Arena è il terzo album live di Luciano Ligabue pubblicato dall'etichetta discografica WEA Italiana nel 2009 e costituito da un CD e un DVD-Video (catalogo 518 6 54679 2).

| Recensione | Giudizio |
| ---------- | -------- |
| AllMusic   | [ 3 ]    |

## Il disco
Testimonianza audio e video dei concerti tenuti da Ligabue il 25-27-28-30 settembre e 1º-3-4 ottobre 2008 all'Arena di Verona (dove nel 1999 era già stato registrato il video Ligabue in Arena), accompagnato dall'Orchestra dell'Arena di Verona di settanta elementi, diretta da Marco Sabiu.
Il CD contiene le 13 canzoni in cui era coinvolta l'orchestra, non nell'ordine di esecuzione tenuto all'Arena mentre il DVD ripropone le immagini del concerto nella sequenza di tutti i 23 brani in scaletta.

## Classifiche
| Classifica (2009) | Posizione massima |
| ----------------- | ----------------- |
| Italia            | 2                 |
| Europa            | 43                |
| Svizzera          | 85                |

### Classifiche di fine anno
| Classifica (2009) | Posizione |
| ----------------- | --------- |
| Italia            | 22        |
| Classifica (2011) | Posizione |
| Italia            | 90        |

## Tracce
Testi e musiche di Luciano Ligabue.

### DVD
1. Sono qui per l'amore – 6:41 – (da Nome e cognome)
2. Il giorno di dolore che uno ha – 6:03 – (da Su e giù da un palco)
3. Sarà un bel souvenir – 5:43 – (da Lambrusco coltelli rose & pop corn)
4. Ho messo via – 5:15 – (da Sopravvissuti e sopravviventi)
5. L'amore conta – 5:51 – (da Nome e cognome)
6. Viva! – 4:45 – (da Buon compleanno Elvis)
7. Il centro del mondo – 5:08 – (da Secondo tempo)
8. Sulla mia strada – 4:05 – (da Miss Mondo)
9. Una vita da mediano – 4:19 – (da Miss Mondo)
10. Questa è la mia vita – 4:10 – (da Fuori come va?)
11. Happy Hour – 4:23 – (da Nome e cognome)
12. Niente paura – 3:49 – (da Primo tempo)
13. Tutti vogliono viaggiare in prima – 4:35 – (da Fuori come va?)
14. A che ora è la fine del mondo? – 4:43 – (da A che ora è la fine del mondo?)
15. Il mio pensiero – 5:01 – (da Secondo tempo)
16. Piccola stella senza cielo – 7:08 – (da Ligabue)
17. Non è tempo per noi – 5:40 – (da Ligabue)
18. Certe notti – 4:25 – (da Buon compleanno Elvis)
19. Le donne lo sanno – 5:39 – (da Nome e cognome)
20. Tra palco e realtà – 4:37 – (da Su e giù da un palco)
21. Urlando contro il cielo – 4:49 – (da Lambrusco coltelli rose & pop corn)
22. Balliamo sul mondo – 6:17 – (da Ligabue)
23. Buonanotte all'Italia – 5:59 – (da Primo tempo)

### CD
1. Non è tempo per noi – 5:44
2. Il giorno di dolore che uno ha – 5:02
3. Viva! – 4:34
4. Sulla mia strada – 3:55
5. Sarà un bel souvenir – 5:29
6. Il mio pensiero – 4:41
7. L'amore conta – 4:47
8. Il centro del mondo – 4:12
9. Ho messo via – 5:06
10. Una vita da mediano – 4:10
11. Piccola stella senza cielo – 6:51
12. Buonanotte all'Italia – 5:58
13. Sono qui per l'amore – 6:26

## Light Designer
Billy Bigliardi

## Musicisti
- Arrangiamenti band: Corrado Rustici
- Basso: Kaveh Rastegar
- Batteria: Michael Urbano
- Chitarra: Federico Poggipollini
- Chitarra: Niccolò Bossini
- Hammond e tastiere: Josè Fiorilli
- Campionature e tastiere: Luciano Luisi
- Arrangiamenti orchestrali: Marco Sabiu

### Orchestra dell'Arena di Verona
- Violini

Sanin Gunther (prima parte - violino di spalla), Szanto Peter (prima parte - violino di spalla), Scotto Di Freca Edmea (prima parte), Adlguzel Fahriye Ozlem, Arduini Paolo, Bozzolo Daniela, Carbone Dario, Chien Serena, Donà Bruno, Fable Elisabetta, Lanni Roberto, Nedelciu Nicolae, Papitto Camillo, Rotarescu Eleonora, Sistino Mara, Ommassini Francesco (prima parte), Quaranta Vincenzo (prima parte), Gaburro Fiorella, Santi Giuliana, Amadei Gabriele, Csanyi Viktor, Enna Antonino, Ferrarini Maria Donata, Menegazzo Corrado, Nicolini Emanuela, Pedrazzoli Paola, Spinielli Leonardo
- Viole

Comerford Jill (prima parte), Gavioli Sergio, Grigolato Gianni, Danelon Alberto, Di Stefano Massimiliano, Ghidotti Donata, Kosmala Leszek, Mazzoni Elena Carla, Ommassini Chiara, Pozza Luca
- Violoncelli

Cwojdzinski Piotr Donawit (prima parte), Szabò Zoltan Zsolt (prima parte), Airoldi Sara, Bakiu Ilir, Agarici Walter, Bonzanini Luigi, Galizzi Luigi, Scandola Riccardo, Tosi Stefania, Zampieri Savina
- Contrabbassi

Graziola Marco (prima parte), Bissoli Luca, Lorenzetti Roberto, Ferrari Gianfranco, Spagnoli Roberto, Tazzari Carlo
- Flauti / Ottavino

Loro Lorenzo (prima parte), Maini Gino (prima parte), Soregaroli Eugenia, Bonomi Roberto, Piccinelli Chiara
- Oboi / Corno inglese

Barontini Marco Fulvio (prima parte), Ugolini Claudio (prima parte), Scandolari Francesco, Pomini Francesco, Baldon Fabrizio
- Clarinetti / Clarinetto basso

Conzatti Stefano (prima parte), Milani Massimo, Martinelli Flavio, Matteucci Bruno
- Fagotti / Controfagotto

Guelfi Paolo (prima parte), Martinelli Lanfranco (prima parte), Faccin Domenico, Gueti Emilio
- Corni

Frannina Antonio (prima parte), Leasi Andrea (prima parte), Mazzon Michele, Pallaver Marco, Guglielmello Domenico
- Trombe

Longhi Massimo (prima parte), Pinciroli Angelo (prima parte), Scappini Bruno,  Resimini Marco, Foroni Elena
- Tromboni / Bassotuba

Roberti Giancarlo (prima parte), Fraccarolo Fabio, Breda Emanuele, Micheletti Giovanni Battista
- Arpa

Recchia Laura
- Timpani / Percussioni

Bisagni Cesare (prima parte), Rossini Paolo (prima parte), Miotto Carlo, Ubaldi Gianluca, Carobbi Alessandro